# 蒙特莱普雷
蒙特莱普雷（義大利語：Montelepre）是意大利西西里大区巴勒莫广域市的一个市镇。总面积9.89平方公里，人口6422人，人口密度649.3人/平方公里（2009年）。ISTAT代码为082050。